# Rijksarchief te Antwerpen

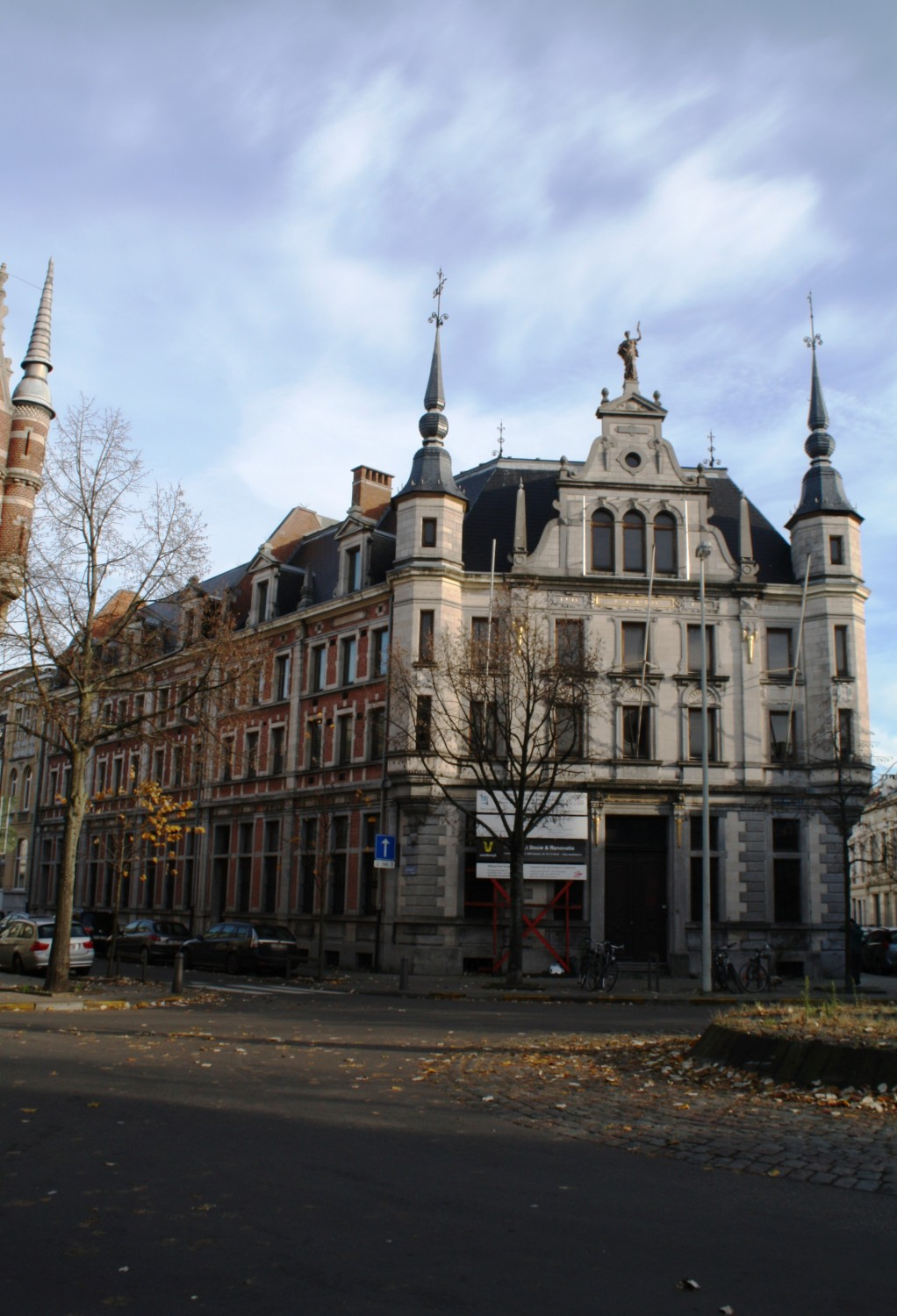
Het Rijksarchief te Antwerpen aan de Door Verstraeteplaats

Het Rijksarchief te Antwerpen is een van de twintig archiefdiensten van het Belgische Rijksarchief en is gevestigd te Antwerpen (provincie Antwerpen).

## Geschiedenis
Met een koninklijk besluit van 24 februari 1896 werd in Antwerpen een Rijksarchief opgericht. Het was op dat moment de enige provinciehoofdplaats zonder Rijksarchiefdepot.
De nieuwe instelling ging van start in een kleine woning in het centrum van de stad, in de Hofstraat. De eerste conservator was Edward Gailliard.
Het Rijksarchief kon in 1906 zijn intrek nemen in een nieuw gebouw, aan de Door Verstraeteplaats in de wijk Zurenborg. Architect van het nieuwe archiefdepot was Eugène Geefs.
In 2007 sloot het Antwerpse Rijksarchief voor renovatie. De archiefbestanden werden ondergebracht in het Rijksarchief te Beveren. Daar bleven ze tot het einde van de werken in 2020. In april 2021 heropende het Rijksarchief te Antwerpen. Sindsdien is de bewaarplaats in Beveren een hulpdepot voor de Antwerpse vestiging; de twee archieven vormen samen één archiefdienst.

## Collectie
Het Rijksarchief te Antwerpen is de bewaarplaats bij uitstek voor archiefbestanden uit het ressort Antwerpen. Meer bepaald gaat het om alle archiefbestanden uit het ancien régime (met uitzondering van het notariaat) en de archieven van de provincie Antwerpen en de Antwerpse gemeenten. Daarnaast worden er ook archieven van religieuze instellingen, van families en personen en van verenigingen bewaard.

## Website
- Rijksarchief in België